# Steven Zierk
Steven C. Zierk (ur. 27 sierpnia 1993 w Mountain View) – amerykański szachista, arcymistrz od 2018 roku.

## Kariera szachowa
W szachy gra od 6. roku życia. Do 2007 startował wyłącznie w turniejach regionalnych. W 2007 zajął II m. w grupie rankingowej do 2000 punktów otwartego turnieju World Open w Filadelfii. W styczniu 2008 zadebiutował na światowej liście rankingowej, natomiast w czerwcu tego roku otrzymał tytuł mistrza (ang. National Master). W kolejnych miesiącach, współpracując m.in. z arcymistrzem Melikseten Chaczijanem, sukcesywnie podnosił swój poziom gry. W październiku 2009 pokonał podczas turnieju w Reno holenderskiego arcymistrza Loeka van Wely'ego w partii trwającej zaledwie 27 posunięć. W 2010 zwyciężył w rozegranym w San Francisco turnieju pamięci Wasilija Smysłowa oraz odniósł największy sukces w dotychczasowej karierze, zdobywając w Porto Carras tytuł mistrza świata juniorów do 18 lat, jednocześnie wypełniając pierwszą normę arcymistrzowską. Jego zwycięstwo, a także styl, w którym je odniósł, było dużą niespodzianką, bowiem na liście startowej zajmował 26. miejsce, a w czasie turnieju zdobył 9½ pkt z 11 partii, pokonując m.in. dwóch arcymistrzów (Nilsa Grandeliusa ze Szwecji oraz Wasifa Durarbejliego z Azerbejdżanu). Za zdobycie tytułu mistrza świata do 18 lat Międzynarodowa Federacja Szachowa przyznała mu również tytuł mistrza międzynarodowego. W 2012 podzielił I m. w turnieju CCSCSL Fall GM Invitational w Saint Louis. 
Najwyższy ranking w dotychczasowej karierze osiągnął 1 września 2019, z wynikiem 2517 punktów zajmował wówczas 34. miejsce wśród amerykańskich szachistów.